# 大谷光瑞旧居
大谷光瑞旧居，位于辽宁省大连市旅顺口区光荣街道靠山街87号，为日本僧人、探险家、净土真宗西本愿寺派第22代當主大谷光瑞（1876-1948年）的旧居。

## 历史
1902-1912年间，大谷光瑞曾三次组队赴中亚探险。1914年，大谷光瑞因为教团的债务问题而被迫退位，1915年隐居旅顺，入住此楼，直到1947年回国。

## 建筑
大谷光瑞故居为二层欧式建筑，始建于沙俄时期，占地面积195平方米，建筑面积450平方米。

## 保护
2014年10月，大谷光瑞故居公布为第九批辽宁省文物保护单位，编号9-200。